# Leo Judae

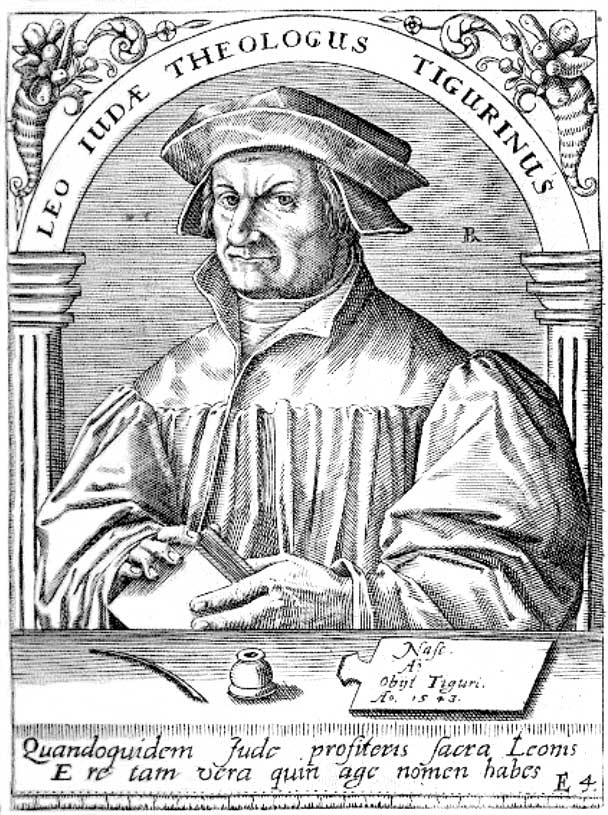
Leo Judae.

Leo Jud eller Leo Judae, hette egentligen Leo Keller, men är mest känd under namnet Jud. Han föddes 1482 och dog 1542. Han var präst och en av Zwinglis medarbetare under den schweiziska reformationens första år i Zürich i början av 1500-talet.
Judae var Huldrych Zwingli och Heinrich Bullingers medarbetare vid reformationens genomförande i Schweiz. Han utgav bland annat 3 katekeser och ledde den i Zürich påbörjade bibelöversättningen. Judaes mest betydande gärning var nyorganisationen av det kyrkliga livet enligt den reformerta läran.